# Scopula purata
Scopula purata är en fjärilsart som beskrevs av Achille Guenée 1858. Scopula purata ingår i släktet Scopula och familjen mätare. Inga underarter finns listade.